# Alexander John Ellis
Alexander John Ellis, född 14 juni 1814, död 28 oktober 1890, var en brittisk fonetiker.
Ellis var författare bland annat till On early English pronunciation (5 band, 1869–1889) och Essentials of phonetics (1898).